# Останній візит
«Останній візит» — радянський художній фільм, знятий на Ризькій кіностудії у 1984 році. Екранізація повісті американського письменника Елберта Карра «Смерть на вашингтонському прийомі».

## Сюжет
Американський журналіст Бертон, розслідуючи події в одній латиноамериканській країні, дізнається, що її диктатору протегує відомий мультимільярдер Чівер. Занадто цікавого журналіста вбивають. І тоді за справу береться його вдова Сейра, що з'ясовує ще темніші подробиці цієї співпраці «стовпи столичного товариства» з латиноамериканським «горилою». У фіналі вона вимовляє викривальну промову перед всім кланом Чіверів, присутніх на вашингтонському прийомі: «Є слухняні журналісти, їх більшість. Є інші, їм важко жити». А на виході її вже чекає кілер, який підробляє садівником у Чіверів…

## У ролях
- Алла Балтер — Сейра Бертон
- Гунарс Цилінскіс — Том Бертон
- Павло Кадочников — Чівер
- Ельза Радзиня — місіс Чівер
- Юозас Будрайтіс — Керк Норвін (озвучування — Сергій Шакуров)
- Борис Аханов — Майкл Хейден
- Юрій Крюков — Артуро Оліварес
- Юріс Леяскалнс — Фред
- Ірина Мазуркевич — Барбара
- Волдемар Лобіньш — садівник
- Ігор Варпа — епізод
- Людмила Солоденко — епізод

## Знімальна група
- Оператор: Мартиньш Клейнс
- Сценарист: Ірина Черевичник
- Режисер: Ада Неретнієце
- Редактор: Тамара Мусницька
- Художник: Віктор Шильдкнехт
- Композитор: Юріс Карлсонс
- Звукооператор: Віктор Личов